# Principat d'Andhra
Andhra (o Andra) fou un principat zamindari del districte de Vizagapatam a la presidència de Madras. La població el 1881 era de 7.846 habitants en 50 pobles i 11 llogarets. Superfície 123 km².
El primer príncep va obtenir l'estat del maharaja de Jaipur; els seus descendents es van emparentar a la família de Vizianagram que en va obtenir el patronatge; el tribut es va establir en 138 lliures.